# Gabrielle Renard
Gabrielle Renard. född 1 augusti 1878, död 26 februari 1959 var en fransyska som arbetade som barnflicka i målaren Pierre-Auguste Renoirs familj, och snart även modell åt konstnären. Hon räknas som lärare till Jean Renoir, vilket lett till hans intresse för filmskapande. Då hon gifte sig 1921 blev hon Gabrielle Renard-Slade. 